# Здорівка (зупинний пункт)
Здорівка — пасажирський зупинний пункт Київської дирекції Південно-Західної залізниці (Україна), розташований на дільниці Васильків I — Васильків II між станціями Васильків I (відстань — 5 км) і Васильків-Центр (6 км). Відстань до ст. Фастів I — 32 км, до ст. Київ-Волинський — 35 км.
Зупинний пункт розташований у селі Здорівка Обухівського району Київської області.
Відкритий 1958 року під назвою Черкес.. Закрито у середині 1970-х років.
29 грудня 2021 року роботу зупинного пункту відновлено в рамках електрифікації залізниці Васильків-1 та Васильків-Центр. Перед цим зупинний пункт відновлено, збудовано нову платформу, встановлено табличку із назвою, покажчик розкладу, освітлення на платформі.
На зупинному пункті зупиняються електропоїзди, що курсують за маршрутом Київ-Пасажирський — Васильків-2.
У лютому 2022 року перейменований на сучасну назву.